# سیارک ۸۷۷۰
سیارک ۸۷۷۰ (به انگلیسی: 8770 Totanus، نامگذاری:3076T-2) هشت هزار و هفتصد و هفتادمین سیارک کشف شده‌است که در ۳۰ سپتامبر ۱۹۷۳ کشف شد.
قدر مطلق سیارک برابر ۱۲٫۷۰ است.